# Resavica
Resavica (cyr. Ресавица) – miasteczko w Serbii, w okręgu pomorawskim, w gminie Despotovac. W 2011 roku liczyło 2035 mieszkańców.